# Comté de Bingham
Le comté de Bingham est un comté des États-Unis situé dans l’État de l'Idaho. En 2000, la population était de 41 735 habitants. Son siège est Blackfoot.

## Historique
Le comté a été créé en 1885 et nommé en l'honneur de Henry H. Bingham, homme politique américain.

## Géolocalisation
| Comté de Butte  | Comté de Jefferson |                     |
| Comté de Blaine | Comté de Bingham   | Comté de Bonneville |
| Comté de Power  | Comté de Bannock   | Comté de Caribou    |

## Démographie
| 1890   | 1900   | 1910   | 1920   | 1930   | 1940   |
| ------ | ------ | ------ | ------ | ------ | ------ |
| 13 575 | 10 447 | 23 306 | 18 310 | 18 561 | 21 044 |

| 1950   | 1960   | 1970   | 1980   | 1990   | 2000   |
| ------ | ------ | ------ | ------ | ------ | ------ |
| 23 271 | 28 218 | 29 167 | 36 489 | 37 583 | 41 735 |

| 2010   | 2020   | - | - | - | - |
| ------ | ------ | - | - | - | - |
| 45 607 | 47 992 | - | - | - | - |

## Principales villes
- Aberdeen
- Atomic City
- Basalt
- Blackfoot
- Firth
- Shelley